# Wilhelm von Braumüller

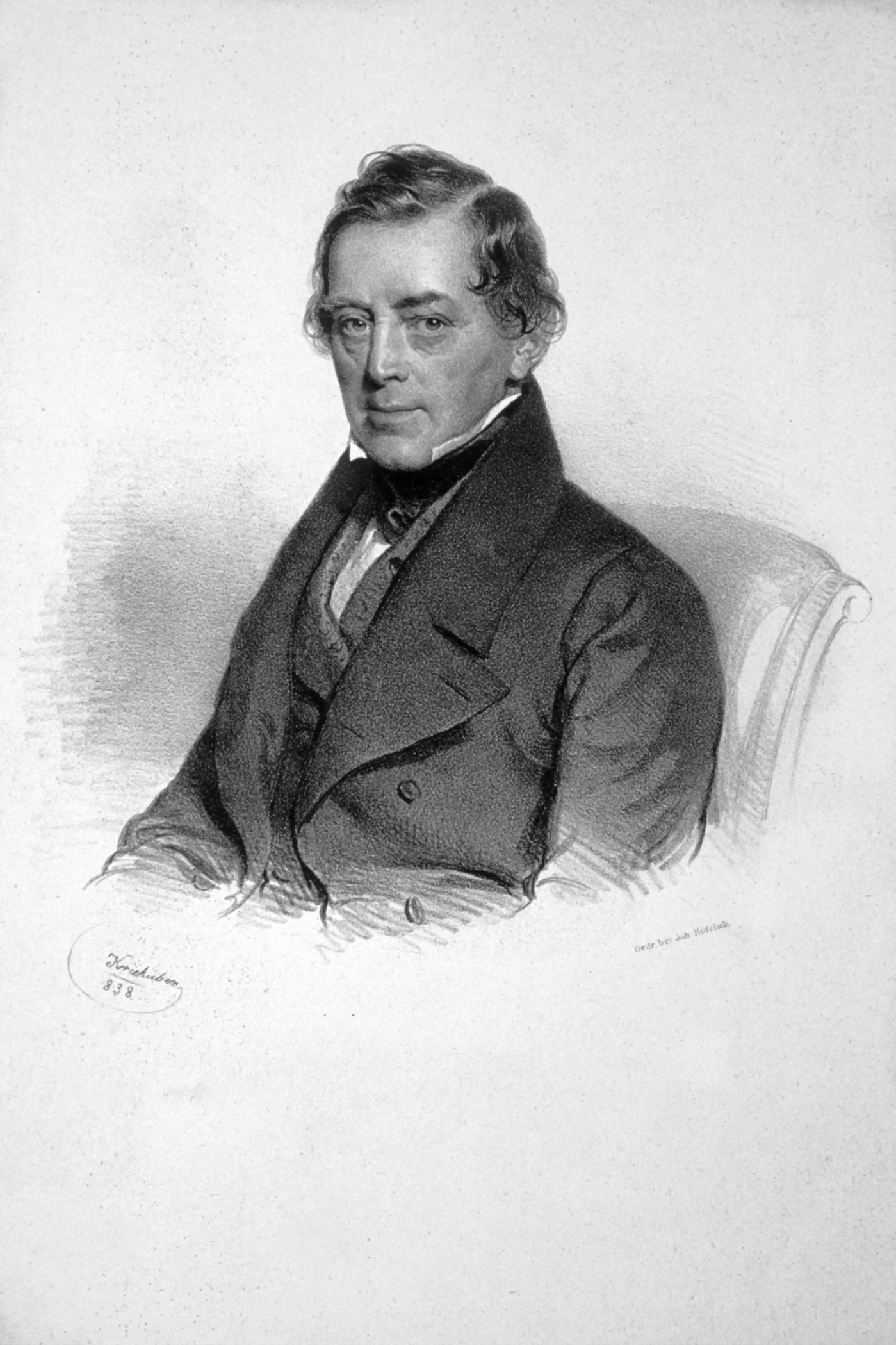
Wilhelm von Braumüller, Lithographie von Josef Kriehuber, 1838

Wilhelm Ritter von Braumüller (* 19. März 1807 in Zillbach bei Meiningen, Thüringen; † 25. Juli 1884 in Wien) war ein deutsch-österreichischer Buchhändler und Verleger.

## Biografie
Im Mai 1783 gründete Johann Georg Ritter von Mösle zu Wien eine Sortiments- und Verlagsbuchhandlung für rechts- und staatswissenschaftlichen Verlag, welch letztere 1789 durch Ankauf der Firma Joh. G. Weigand (bestehend seit etwa 1740) und 1816 derjenigen Andreas Gaßlers vermehrt wurde. Unter den Erben Mösles änderte sich die Firma in R. von Mösles Wwe.; 1836 traten in dieselbe Wilhelm Braumüller und L. W. Seidel als Gesellschafter ein, demgemäß sich die Firma in R. v. Mösles Wwe. & Braumüller umänderte. Wilhelm Braumüller, Sohn eines Pfarrers in Zillbach bei Meiningen, wurde am 19. März 1807 geboren und erlernte von 1821 bis 1826 in der Baereckeschen Hofbuchhandlung in Eisenach den Buchhandel, um dann zu Gerold in Wien zu gehen bis zu seiner Selbständigmachung. Bis 1840 hatten Seidel und Braumüller die Buchhandlung geleitet, im gleichen Jahre brachten sie dieselbe durch Kauf an sich und führten sie unter der Firma »Braumüller & Seidel« fort, um nun ihre Verlagstätigkeit auch auf andere wissenschaftliche Gebiete, namentlich Medizin auszudehnen. Am 2. September 1848 wurde die Gesellschaftsfirma aufgelöst und die Einzelfirma Wilhelm Braumüller begründet, die nun eine rege Tätigkeit auf allen Gebieten entfaltete.
Auf die typographische Ausstattung aller Werke wurde eine außergewöhnliche Sorgfalt verwendet, und es hat dies ganz wesentlich mitgewirkt, eine große Zahl literarischer Notabilitäten der einheimischen sowohl, als auch vieler außerösterreichischen Hoch- und Fachschulen für den Verlag zu gewinnen. Es ist ein anerkanntes Verdienst der Verlagshandlung, das auf dem österreichischen Buchhandel lastende Vorurteil, von welchem bis vor noch nicht langer Zeit selbst österreichische Schriftsteller befangen waren, die ihre Werke im Auslande verlegen zu müssen glaubten, gelöst, und durch den Umschwung in diesen Verhältnissen zur größeren Selbstständigkeit des österreichischen Buchhandels beigetragen zu haben.
Gibt der Gesamtverlag schon bei flüchtigem Überblicke ein beredtes Zeugnis für das stete und eifrige Bemühen der Firma, alle ihre Kräfte der Förderung des geistigen Lebens und der Wissenschaften zu widmen, so beweisen besonders die vielen umfangreichen literarischen Unternehmungen und reichausgestatteten kostspieligen Prachtwerke, wie dieselbe in der Verfolgung dieses einen hohen Zieles niemals Mühen und Opfer gescheut hat.
Im Verlagskatalog finden wir Berg- und Hüttenkunde, Chemie und Pharmacie, Geographie, Geschichte, Statistik, Handelswissenschaften, Kunst und Musik, Land- und Forstwirtschaft (1885 ging der größte Teil dieser Abteilung an P. Parey in Berlin über), mathematische Wissenschaften, Militärwissenschaft, Naturwissenschaften, Pädagogik, Philosophie, Rechts- u. Staatswissenschaft, Schöne Wissenschaften, Sprachwissenschaft und Literaturgeschichte, Technologie, protestantische, katholische und israelitische Theologie, Veterinärkunde und endlich besonders reich Medizin vertreten. Der Verlagskatalog von 1879 zeigte schon 1050 Werke in 1425 Bänden. Aus dieser großen Masse lässt sich naturgemäß nur das aller Bedeutendste hervorheben, wir nennen:
Die Werke des berühmten Augenarztes v. Arlt und Donders, Beckers Atlas der pathologischen Topographie des Auges (1874–78), Böhls theologische Schriften, Bolzanos gesammelte Schriften 12 Bde. (1882), Braumüllers Badebibliothek (bis jetzt 111 Bändchen), Eitelbergers gesammelte kunsthistorische Schriften, Heitzmanns Anatomie des Menschen (8. Aufl. 1896), sowie Hyrtls Anatomie (20. Aufl. 1889). Die Schriften von Auspitz, Bamberger, Bing, Braun, von Brücke, Dittrich, Exner, Fick, Fuchs, Hochenegg, Kaposi, Königstein, Langer, Meynert, Neumann, Neusser, Ortner, Politzer, Rokitansky, Schenk, Schnitzler, Schrötter, Späth, Stellweg, Stricker, Türk, Ultzmann, Zuckerkandl, Wölfler, lauter Autoritäten der medizin. Wissenschaften; Klopps Geschichte des Hauses Stuart (1875–1888), Miklosichs vergleichende Grammatik der slavischen Sprachen (4 Bde. 1875–1883) und dessen sonstige sprachwissenschaftl. Arbeiten, Krists Naturlehre, Mussafias italien. Sprachlehre, Roskovanys kathol. theol. Werke (Ordinärpreise etwa 700 Mk., 1847–1890), Sackens Studien über die Ambraser Sammlung (1859–75 etwa 300 Mk.), Oesterreichische Weisthümer, Werners Scholastik des späteren Mittelalters u. n. v. a. Bei ihm erschienen eine Reihe Zeitschriften, von denen wir anführen: Archiv für Dermatologie und Syphilis (begr. 1869), Vierteljahrsschrift für wissenschaftl. Veterinärkunde (seit 1851), Jahrbuch für Balneologie (1871–1881), Oesterreich. Jahrbuch für Paediatrik (1870–1877), Medizinische Jahrbücher (1871–1885) u. s. w. Braumüllers reiche Thätigkeit fand volle Anerkennung; nachdem er 1848 zum Hof- und Universitätsbuchhändler, später zum Ehrendoktor von der Universität Würzburg ernannt, wurde er 1871 geadelt, seine Brust war mit Verdienstorden aus aller Herren Ländern geschmückt.
Nach Braumüllers Tod am 25. Juli 1884 ging die Firma an seinen Sohn gleichen Namens Wilhelm Ritter von Braumüller über (* 19. Febr. 1838 † 30. Dezember 1889).
1966 wurde die Braumüllergasse in Wien-Hernals nach ihm benannt.
Der Verlag Braumüller besteht in veränderter Gesellschaftsform und mit anderen Eigentümern bis heute.

### Verlagskataloge
- Verlagscatalog von Wilhelm Braumüller in Wien, k.u.k. Hof-u.-Universitäts-Buchhändler - Ende Dezember 1870. Wien 1870  Digitalisat Bayerische Staatsbibliothek, Digitalisat ÖNB Wien
- Verlagscatalog von Wilhelm Braumüller in Wien, k.u.k. Hof-u.-Universitäts-Buchhändler - Ende Dezember 1875. Wien 1875  Digitalisat Bayerische Staatsbibliothek
- Verlagscatalog von Wilhelm Braumüller in Wien, k.u.k. Hof-u.-Universitäts-Buchhändler - August 1879 Digitalisat ÖNB Wien
- Beyer, W. v. Braumüller u. H. v. Cotta, Wien 1881 u. Verlagskatalog.
- Verlagskatalog von Wilhelm Braumüller in Wien, k.u.k. Hof-u.-Universitäts-Buchhändler. Wien 1892  Digitalisat ÖNB Wien
- Verlagskatalog von Wilhelm Braumüller in Wien, k.u.k. Hof-u.-Universitäts-Buchhändler. Wien 1899 Digitalisat ÖNB Wien
- Verlagskatalog von Wilhelm Braumüller in Wien, k.u.k. Hof-u.-Universitäts-Buchhändler - 1836-1904. Wien und Leipzig 1905 Digitalisat Harvard University, Digitalisat California, Digitalisat Michigan
- Verlagskatalog von Wilhelm Braumüller, k.u.k. Hof-u.-Universitäts-Buchhändler - 1836-1913. Wien 1914 Digitalisat U Wisconsin

| Personendaten    | Personendaten                                       |
| ---------------- | --------------------------------------------------- |
| NAME             | Braumüller, Wilhelm von                             |
| ALTERNATIVNAMEN  | Braumüller, Wilhelm Ritter von (vollständiger Name) |
| KURZBESCHREIBUNG | deutsch-österreichischer Buchhändler und Verleger   |
| GEBURTSDATUM     | 19. März 1807                                       |
| GEBURTSORT       | Zillbach bei Eisenach, Thüringen                    |
| STERBEDATUM      | 25. Juli 1884                                       |
| STERBEORT        | Wien                                                |